# 小児救命
『小児救命』（しょうにきゅうめい）は、2008年10月16日から12月18日まで毎週木曜日21:00 - 21:54に、テレビ朝日系の「木曜ドラマ」枠で放送された日本のテレビドラマ。主演は小西真奈美。

## 概要
近年、救急に対応できる小児科医の数も年々減少傾向にあり、社会問題となっている小児科医不足という問題を抱える小児科を題材にした医療ドラマ。
このドラマの舞台が小児医療ということから、当時無名であった著名な子役が数多く出演している（鈴木福、石井萌々果、土師野隆之介など）。

## キャスト

### 青空こどもクリニック
青山宇宙（あおやま そら）〈30〉
演 - 小西真奈美（幼少期：松田七星）
「青空こどもクリニック」の院長を務める小児科医。
かつては啓翠会総合病院の小児科で勤務していたが、経営難による小児科縮小の方針に反発し、理想の小児医療を追求するため独立を決意。
養父・青山冬悟がかつて運営していた青山医院を継ぎ、「青空こどもクリニック」として再開院した。
医師としては、子どもや保護者に対して優しく丁寧に接することを信条とし、優しく頼れる存在である。
一方、私生活では天然かつ素直で朗らかな性格をしており、患者やスタッフからも親しまれている。
実父は物心つく前に離婚、実母からは虐待を受け続け捨てられた過去を持ち、7歳のときに小児科医である青山冬悟・加奈子夫妻に引き取られた。
自身の過去の体験が、「24時間365日体制」のクリニックを開業した動機となっている。
その体制を支えるため、クリニックに住み込みで働く日々を送っている。
啓翠会時代の同僚である小児科医・狩矢からのプロポーズに一度は戸惑うが、クリニックの24時間体制再スタートをきっかけに婚約する。
同クリニックへ移籍してきた狩矢と協力してクリニックの経営難回復に向け、無給で働いている。
狩矢俊介（かりや しゅんすけ）〈27〉
演 - 塚本高史
経歴：啓翠会総合病院 → 青空こどもクリニック
小児科医。宇宙の恋人・婚約者。
「勉強のため」という理由から、設備や体制が整った啓翠会総合病院での勤務を選ぶ。
宇宙とは良好な関係を保っているが、宇宙が「青空こどもクリニック」を立ち上げたことで、多くの不安を密かに抱くようになる。
宇宙の開業後は、宇宙が担当していた拓実の主治医を引き継ぐこととなるが、拓実との関係性に悩んでいる。
やがて啓翠会を辞め、小児科医としてやりがいを求めて「青空こどもクリニック」で働くことになり、宇宙にプロポーズをし結婚を控える中、
クリニックの経営難回復に向け率先して舵を取る。
やがて自身もクリニックに住み込みで、宇宙と共に無給で働いている。
木暮賢斗（こぐれ けんと）〈24〉
演 - 勝地涼
救急救命士（元消防官）。幼少期に重い病を患い、そのときの主治医への憧れから小児科医を志すも、経済的な事情で断念。
その後、救急救命士の資格を取得し、医療の現場に関わる道を選んだ。
「青空こどもクリニック」開業の1か月前、救急搬送中に宇宙と出会い、彼女の姿に触発されて、封じていた夢が再び心を揺さぶられる。
少しでも彼女の力になりたいと考え、クリニックで働くことを決意。
しかし次第に、狩矢と自分を比べて苦しむようになり、宇宙の役に立てない自分に無力感を覚え、一度は辞職を考える。
それでも、「今の自分にもできることがある」と気持ちを切り替え、改めて現場で自らの役割を果たす決意を固める。
片桐弥生（かたぎり やよい）〈30〉
演 - 笛木優子
小児科医。出産を機に一度は現場を離れたが、社会復帰を目指し、「青空こどもクリニック」で勤務を開始。
家庭との両立のため、勤務は夕方6時まで・夜勤なしという条件付きで、院長の宇宙もこれを理解している。
しかし、他のスタッフから不満の声が上がることもあった。
それでも、仕事は的確かつ丁寧で、現役の母親としての視点や対応力もあり、宇宙にとっては彼女の存在に心強さを感じている。
やがて、「自分なりに医師として納得できる仕事がしたい」と考えるようになり、夫と話し合いの末、夜勤にも対応するようになる。
名波大地（ななみ だいち）〈29〉
演 - 藤原一裕（ライセンス）
小児科医。両親ともに外科医で、自身も自然と医療の道を志すようになった。
子ども好きで対応も得意だが、思ったことをすぐに口にしてしまい、大人とはトラブルを起こすこともしばしば。
その性格が災いして病院を転々とし「青空こどもクリニック」へ流れつく。
一時は小児患者・内田亜美の脳腫瘍を見抜けず、風邪と誤診してしまったことで自責の念にかられ、欠勤を続けていたが、
宇宙や赤池の説得を受け、逃げずに向き合うことを決意し、クリニックへ復帰する。
相馬彰夫（そうま あきお）〈37〉
演 - 正名僕蔵
小児科医。以前勤めていた病院の小児科が閉鎖となり「青空こどもクリニック」で働くことに。
仕事一筋で家庭を省みなかったことから離婚を経験している。
その寂しさを忘れるため業務を淡々とこなす日々を送っていたが、宇宙の子どもと真摯に向き合う姿勢を見て、
自分自身の医師としての在り方に疑問を抱くようになり、クリニックを辞職した。
真柴綾（ましば あや）〈26〉
演 - 田実陽子
小児科医。研修を終えたばかりの新米医師。
宇宙の小児医療にかける理想に共感し、「青空こどもクリニック」への勤務を決意。
経験は浅いながらも、先輩医師たちに支えられ、日々成長していく。
赤池小夜子（あかいけ さよこ）〈48〉
演 - 渡辺えり（特別出演）
小児科医。以前は大学病院で小児科部長をしており、医大での教職に移るよう言われたが、「現場に居たい」との理由で退職。
その後、大学病院時代の先輩である宇宙の養父・青山冬悟からの要請で「青空こどもクリニック」で働くことに。
長年の臨床経験をもとに、時に厳しく、時に優しく、宇宙にアドバイスをする。
昔、演劇部に所属していた経験がある。
啓翠会の柾陽介とは顔見知り。
久保奈緒
演 - 石原あつ美
看護師。
白石亜由美
演 - 立花彩野
看護師。
橋本茜
演 - 松岡恵望子
看護師。
宮坂悦子
演 - 宮澤美保
看護師。
高水桃子
演 - 国本綾
看護師。
広瀬由美
演 - 西舘さをり
看護師。

### 啓翠会総合病院
樋口流衣（ひぐち るい）〈27〉
演 - 山口紗弥加
小児科医。宇宙とはお互いにライバル的存在だった。
狩矢とは医大時代からの同期であり、気心の知れた仲。
このことから、狩矢と付き合っていると誤解されることも。
啓翠会で働きながらも、柾からの指示で勤務時間外にボランティア・勉強・異文化交流として「青空こどもクリニック」の手伝いをしている。
森崎潤一郎（もりさき じゅんいちろう）〈58〉
演 - 名高達男
啓翠会病院の院長。宇宙が「青空こどもクリニック」を開業する際、
彼女のクリニックからの3次救急患者の移送を受け入れないことを言い渡す。
これに宇宙が反対したため、頑として「青空こどもクリニック」との協力態勢を拒むが…。
柾陽介（まさき ようすけ）〈48〉
演 - 陣内孝則
小児科医。経営難による小児科縮小の方針に疑問を持ちつつも、自らの信念を貫き、理想の小児医療を模索し続けている。
宇宙とはたびたび意見が衝突するが、小児医療にかける情熱は彼女にも劣らず、陰ながらクリニックを支える存在。

### その他
青山冬悟（あおやま とうご）〈52〉
演 - 大杉漣
宇宙の養父で元小児科医。開業医として忙しい日々を送っていたが、妻の病気をきっかけに医師を引退し、現在は主夫として生活している。
養女の宇宙が半年以上前に自身が閉院した青山医院を引き継ぎ「青空こどもクリニック」を立ち上げるにあたっては、時に助言を与えながら静かに見守る存在である。
血の繋がりこそないが、宇宙を実の娘同様に大切に育ててきた。
青山加奈子（あおやま かなこ）
演 - 大塚良重
宇宙の養母。青山冬悟の妻で、彼が大学病院にいた頃、そこで事務員をしていた。
認知症を患い、夫である冬悟が看病している。
林拓海（はやし たくみ）
演 - 田中碧海
宇宙が主治医として担当していた小児患者。「青空こどもクリニック」開院後は、狩矢が引き継ぐ。
宇宙お手製の飛行機のマスコットを大切にしており、将来の夢はパイロット

### ゲスト
第1話
- 翔 - 中村世渚
- 泣き止まない赤ちゃん - 岩花桜
- 麗 - 石井萌々果
- 根岸雅之 - 坂井和久（第6話）
- 根岸知子 - 岩橋道子（第6話）
- 有馬克之 - 奥悠輔
- 萩原善也 - 吉田翔
- 加藤護 - 阿久津賀紀
- 川野美里 - 西山繭子

第2話
- 賢斗に話しかけてきた子供 - 本川嵐翔
- 根本雄太 - 飛田光里（第3話）
- 浅岡紀之 - 小林正寛（子供時代：坂口湧久）
- 土師野隆之介

第3話
- 上原レイナ - 松浦愛紗
- 上原純子 - 鳥居かほり

第4話
- 荒木邦夫 - 入江雅人

第5話
- 内田篤子 - 横山めぐみ（第6話 - 第8話）
- 内田宏樹 - デビット伊東（第6話 - 第8話）
- 内田亜美 - 大森絢音（第6話 - 第8話）

第6話
- ユウキ - 鈴木福

第7話
- 三浦純 - 片瀬那奈

最終話
- 林和枝 - 山口香緒里
- 結城弘美 - 高橋由美子
- 寺岡雅美 -　滝沢涼子

## スタッフ
- 脚本 - 龍居由佳里
- 音楽 - 仲西匡・長谷部徹
- 演出 - 片山修・唐木希浩・阿部雄一
- 主題歌 - B'z「いつかまたここで」（VERMILLION RECORDS）
ベストアルバム「B'z The Best "ULTRA Treasure"」（3CD）に収録。
- 医療コーディネーター - 柴崎木綿子
- 音楽プロデューサー - 志田博英
- 技術協力 - 東通、TAMCO
- 照明協力 - ラ・ルーチェ
- 美術協力 - アックス、ケイエッチケイアート、東京美工
- 編集・MA - 東通ビデオセンター事業部、ブル
- スタジオ - 東京メディアシティ
- スタッフ協力 - イン・ナップ
- チーフプロデューサー - 五十嵐文郎
- プロデューサー - 中込卓也（テレビ朝日）・中川慎子（テレビ朝日）・太田雅晴（5年D組）・里内英司（5年D組）
- 制作協力 - 5年D組
- 制作・著作 - テレビ朝日

## 放送日程
| 話数                                                       | 放送日         | サブタイトル                | 演出     | 視聴率 |
| ---------------------------------------------------------- | -------------- | --------------------------- | -------- | ------ |
| 第1話                                                      | 2008年10月16日 | すべての子供を救いたい!!    | 片山修   | 9.6%   |
| 第2話                                                      | 2008年10月23日 | 女医が挑む余命24時緊急オペ  | 片山修   | 7.8%   |
| 第3話                                                      | 2008年10月30日 | たらい回しの命!! 女医の決断 | 唐木希浩 | 7.9%   |
| 第4話                                                      | 2008年11月13日 | 救急24時 去って行く離婚医師 | 唐木希浩 | 5.4%   |
| 第5話                                                      | 2008年11月20日 | 消えた医師達…女医涙の決断   | 片山修   | 5.9%   |
| 第6話                                                      | 2008年11月27日 | 奇跡の夜!! 世界一孤独な妊婦 | 阿部雄一 | 6.3%   |
| 第7話                                                      | 2008年12月04日 | モンスターペアレントVS女医  | 唐木希浩 | 6.2%   |
| 第8話                                                      | 2008年12月11日 | 最終章…緊急オペ女医の決断   | 片山修   | 6.6%   |
| 最終話                                                     | 2008年12月18日 | 涙の別れ…サヨナラ子供達     | 片山修   | 7.0%   |
| 平均視聴率 6.97%（視聴率は関東地区・ビデオリサーチ社調べ） |                |                             |          |        |

- 11月6日はプロ野球日本シリーズ第5戦、放送時間延長のため休止。2日後土曜21:00放送だった福井放送でも「菊次郎とさき3」を再放送として代替。[1]
- 11月13日の第4話は21時25分から放送。[2]
- 劇中でNTTドコモ（docomo）の携帯電話が持道具として使われており、実際第1話から第4話まではNTTドコモ（docomo）がスポンサーであったが、第5話はソフトバンクモバイルがスポンサーとなり、第6話以降は携帯電話会社はスポンサーになっていない。
- 視聴率は一度も二桁を記録することもなく、この枠では2004年4月期の電池が切れるまで以来の全話一桁完走となった。[3]

## 遅れネット局
- BSS山陰放送（TBS系列） - 2009年2月17日〜2月28日 BSSアフタヌーンスペシャル枠で放送。
- RKC高知放送（日本テレビ系列） - 2009年1月15日〜3月12日　木曜日16:00〜16:54